# Setoctena bothrophora
Setoctena bothrophora är en fjärilsart som beskrevs av George Francis Hampson 1907. Setoctena bothrophora ingår i släktet Setoctena och familjen trågspinnare. Inga underarter finns listade i Catalogue of Life.